# NGC 959

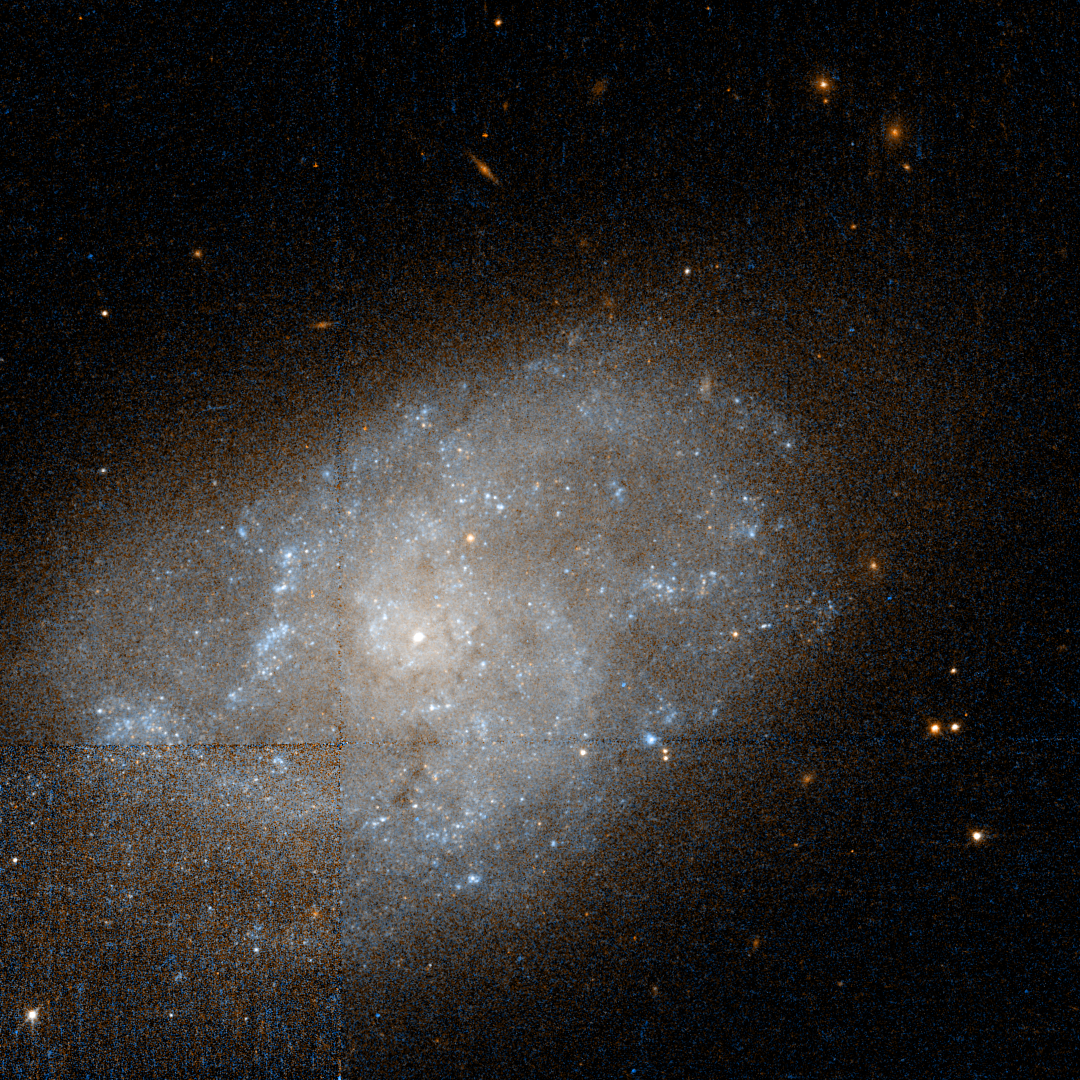
NGC 959 par le télescope spatial Hubble

NGC 959 est une petite galaxie spirale rapprochée, peut-être de type magellanique, située dans la constellation du Triangle. NGC 959 a été découverte par l'astronome français Édouard Stephan en 1876.

## Caractéristiques
Sa vitesse par rapport au fond diffus cosmologique est de 378 ± 15 km/s(378 ± 15) km/s, ce qui correspond à une distance de Hubble de 5,58 ± 0,45 Mpc (∼18,2 millions d'al).
À ce jour, 11 mesures non basées sur le décalage vers le rouge (redshift) donnent une distance de 11,604 ± 2,921 Mpc (∼37,8 millions d'al), ce qui est nettement à l'extérieur des valeurs de la distance de Hubble. Étant donné la proximité de cette galaxie avec le Groupe local, cette valeur est probablement plus près de la distance réelle de NGC 959.
La classe de luminosité de NGC 959 est IV-V et elle présente une large raie HI. Elle renferme également des régions d'hydrogène ionisé.

## Groupe de NGC 1023
NGC 959 fait partie du groupe de NGC 1023 situé dans le superamas de la Vierge qui est aussi appelé Superamas local. Ce groupe comprend entre autres les galaxies NGC 891, NGC 925, NGC 949, NGC 1003, NGC 1023, NGC 1058 et IC 239.